# Rochele Nunes
Rochele Jesus Nunes (Pelotas, 19 de junho de 1989), conhecida como Rochele Nunes, é uma judoca brasileira, nascida no Rio Grande do Sul, da categoria peso pesado.

É irmã dos também judocas Renan Nunes e Rodrigo Luna.
Conquistou 1 medalha de prata e 3 medalhas de bronze em Campeonatos Panamericanos de judô entre 2013 e 2016.
Desde 2019 ela compete com a nacionalidade portuguesa.

## References
1. ↑  https://www.slbenfica.pt/pt-pt/agora/noticias/2018-2019/01/26/judo-benfica-rochele-nunes-medalha-de-bronze-telavive-israel
2. ↑  Portugueses|Tóquio 2020|PÚBLICO
3. ↑  https://ge.globo.com/olimpiadas/noticia/2024/08/02/brasileira-naturalizada-portuguesa-chora-apos-derrota-no-judo-perdi-meu-irmao-ha-6-meses.ghtml